# Divimonas melba
A Divimonas melba az eukarióták törzsfájában bazális helyzetű Ancyromonadida Divimonas nemzetségének egyetlen ismert faja. Először hipersós tavakban és antarktikus területeken mutatták ki. Az Ancyromonadida részeként kis ostoros faj. Eredetileg az Ancyromonas nemzetségbe sorolták, de Barkhouse  et al. 2025-ben kimutatták, hogy más kládba tartozik.

## Történet
Először 1996-ban mutatták ki David J. Patterson és Alastair G. B. Simpson két hipersós tóban Nyugat-Ausztrália Cápa-öböl régiójában, akik Ancyromonas melba néven írták le, mivel több morfológiai jellemzőben hasonlított az Ancyromonas sigmoidesre. Ennek megfelelően az eukarióták törzsfáján bazális Ancyromonadida kládba sorolták, és megkülönböztették az „Ancyromonas sigmoides sensu lato” fajtól, mely nagyjából a mai Ancyromonadidae kládnak felel meg. Azonban e csoportosítás bizonytalan maradt, mivel morfológiai jellemzői erősen különböztek az A. sigmoidestől és más Ancyromonadida-fajoktól. Első leírása fénymikroszkópos megfigyelésen alapult. Tong 1997-es és Tong  et al. 1998-as kutatásai Cavalier-Smith  et al. 2008-as tanulmánya szerint tévesen az A. magna nevet használták a fajra, de utóbbi egy akkor ismeretlen helyzetű, feltehetően nem rokon faj.
2008-ban Thomas Cavalier-Smith  et al. a Planomonas nemzetségbe sorolták át az Apusozoa csoportban, de későbbi kutatások megállapították, hogy e nemzetség az Ancyromonas szinonimája.
2025-ben jelent meg az első molekuláris adat a korábbi A. melbáról. Ekkor a sejteket a curaçaói Fort Beekenburghoz közeli hipersós tóban megjelent sómintákból mutatták ki Barkhause  et al. Kimutatták SSU rRNS alapján, hogy az Ancyromonasnak nem közeli rokona a faj.

## Etimológia
A nemzetségnév a divi-divi (Libidibia coriaria) – az első sikeres izoláció helyének, Curaçaónak nemzeti fája – nevéből ered. Az ezt követő -monas (a görög μονάς, egység szóból) egysejtű fajok nevében gyakori utótag. A melba jelző etimológiája nem ismert.

## Leírás
A Divimonas melba egysejtű szabadon élő ostorosok faja. A tojás alakú, 4,2–4,6 μm hosszú, 3,4–3,7 μm széles sejt dorzális és ventrális oldalán lapult, utóbbin mélyedéssel, mely alkalmanként az Ancyromonadidára jellemző bab alakot ad a bemélyedt bal és a lekerekített jobb oldal miatt. Ventrális nyílása az elülső ventrális végből indul, és a hossztengely mentén fut végig ventrális hajlatként. Elöl gömbölyű kiemelkedések, feltételezett extruszómák vannak. Ostora nem mindig jól láthatóan akronémás, és más, 2023-ig ismert Ancyromonadida-fajoktól eltérően úszik.
Két ostora van. A 9,7–10,5 μm hosszú hátulsó a ventrális mélyedés elülső végéből ered, gyakran a sejt alatt marad, és a felszínhez rögzülésre használja. Az elülső ostor kis mélyedésből ered az elülső dorzális végből, és előre-hátra mozog a sejt előtt. A két ostor hasonló vastagságú.
A D. melba osztódással szaporodik, az utódsejtek ennek utolsó részében hátul válnak el. Nem ismert táplálkozása, de lehetséges emésztő űröcskéket figyeltek meg, feltehetően baktériumokkal.

## Élőhely
A Divimonas melbát először hipersós tavakban mutatták ki Nyugat-Ausztráliában, a Cápa-öböl területén, valamint a karibi Curaçao szigetén. 1997-ben Antarktiszról gyűjtött mintákban is megtalálták, tehát nem korlátozódik hipersós területekre
Ezenkívül a D. melba megtalálható a Fekete-tenger littorális és szupralittorális zónájában.

## Rendszertan
A Divimonas melbáról az első molekuláris adatok 2025-ben jelentek meg. A sejteket ekkor sómintákból mutatták ki Barkhouse  et al. a curaçaói Fort Beekenburg közelében, és 18S rRNS-üket szekvenálták. Filogenetikai elemzéssel kimutatták, hogy evolúciós helyzetük nem ismert Ancyromonadida-nemzetségben van, hanem külön ágban. Így a fajt új nemzetségbe helyezték át, így kapta mai nevét, a Divimonas melbát. A Divimonas nemzetség jelenleg az Ancyromonadida renden belül ismeretlen helyzetű, mivel nem ismert, mely családba lehet sorolni.

## Fordítás
Ez a szócikk részben vagy egészben  a   Divimonas című angol Wikipédia-szócikk ezen változatának fordításán alapul.  Az eredeti cikk szerkesztőit annak laptörténete sorolja fel. Ez a jelzés csupán a megfogalmazás eredetét és a szerzői jogokat jelzi, nem szolgál a cikkben szereplő információk forrásmegjelöléseként.